# Fletcher Christian
Fletcher Christian (født 25. september 1764, død 3. oktober 1793) var en styrmand om bord på skibet Bounty, der, under Kaptajn William Bligh, var på en sørejse til Tahiti for at finde brødfrugt-planter (se Mytteriet på Bounty). Det var Christian der overtog kommandoen på Bounty efter Bligh 28. april 1789.